# Salto con gli sci ai VI Giochi olimpici invernali
Nel salto con gli sci ai VI Giochi olimpici invernali fu disputata una sola gara, il 24 febbraio, riservata agli atleti di sesso maschile. Le medaglie assegnate furono ritenute valide anche ai fini dei Campionati mondiali di sci nordico 1952.

## Risultati
Sul Holmenkollen gareggiarono 44 atleti di 13 diverse nazionalità, che a partire dalle 13:30 effettuarono due salti con valutazione della distanza e dello stile. La gara chiuse la rassegna olimpica e attrasse 104.102 spettatori paganti, oltre a circa 30.000 non paganti sistemati nelle adiacenze del trampolino. Al termine del primo salto la classifica era guidata dai norvegesi Torbjørn Falkanger e Arnfinn Bergmann davanti al finlandese Antti Hyvärinen e al tedesco occidentale Toni Brutscher, terzi a pari merito, e agli svedesi Bror Östman e Karl Holmström, quinti a pari merito. Nel secondo salto Falkanger, che stabilì il terzo miglior punteggio a pari merito con il connazionale Halvor Næs, fu sopravanzato da Bergmann, autore del miglior secondo salto, mentre Holmström (secondo nella seconda prova) risalì fino al terzo posto finale.
| Pos.    | Atleta               | Nazione     | 1º salto | 1º salto  | 2º salto | 2º salto  | Totale |
| Pos.    | Atleta               | Nazione     | Distanza | Punteggio | Distanza | Punteggio | Totale |
| ------- | -------------------- | ----------- | -------- | --------- | -------- | --------- | ------ |
| Oro     | Arnfinn Bergmann     | Norvegia    | 67,5     | 112,0     | 68,0     | 114,0     | 226,0  |
| Argento | Torbjørn Falkanger   | Norvegia    | 68,0     | 113,0     | 64,0     | 108,5     | 221,5  |
| Bronzo  | Karl Holmström       | Svezia      | 67,0     | 110,0     | 65,5     | 109,5     | 219,5  |
| 4       | Halvor Næs           | Norvegia    | 63,5     | 108,0     | 64,5     | 108,5     | 216,5  |
| 4       | Toni Brutscher       | Germania    | 66,5     | 111,0     | 62,5     | 105,5     | 216,5  |
| 6       | Arne Hoel            | Norvegia    | 66,5     | 109,0     | 63,5     | 106,5     | 215,5  |
| 7       | Antti Hyvärinen      | Finlandia   | 66,5     | 111,0     | 61,5     | 102,5     | 213,5  |
| 8       | Pentti Uotinen       | Finlandia   | 63,0     | 106,5     | 64,5     | 106,5     | 213,0  |
| 8       | Sepp Weiler          | Germania    | 67,0     | 108,0     | 63,0     | 105,0     | 213,0  |
| 10      | Sepp Kleisl          | Germania    | 66,5     | 108,0     | 62,5     | 100,0     | 208,0  |
| 11      | Hans Nordin          | Svezia      | 63,5     | 104,5     | 61,5     | 102,0     | 206,5  |
| 12      | Keith Wegeman        | Stati Uniti | 62,5     | 102,0     | 61,5     | 102,5     | 204,5  |
| 12      | Olavi Kuronen        | Finlandia   | 62,5     | 103,0     | 61,5     | 101,5     | 204,5  |
| 14      | Walter Steinegger    | Austria     | 61,5     | 100,5     | 63,0     | 101,5     | 202,0  |
| 15      | Arthur Devlin        | Stati Uniti | 63,5     | 104,0     | 60,5     | 97,5      | 201,5  |
| 16      | Andreas Däscher      | Svizzera    | 62,0     | 102,5     | 61,0     | 98,0      | 200,5  |
| 16      | Janez Polda          | Jugoslavia  | 62,5     | 101,0     | 62,0     | 99,5      | 200,5  |
| 18      | Arthur Tokle         | Stati Uniti | 62,5     | 100,5     | 63,0     | 99,0      | 199,5  |
| 18      | Tauno Luiro          | Finlandia   | 60,5     | 95,0      | 64,0     | 104,5     | 199,5  |
| 20      | Hans Däscher         | Svizzera    | 61,0     | 98,5      | 60,0     | 100,0     | 198,5  |
| 21      | Rudolf Dietrich      | Austria     | 63,0     | 97,5      | 62,5     | 100,5     | 198,0  |
| 22      | Willis Stuart Olson  | Stati Uniti | 62,5     | 100,5     | 62,0     | 93,0      | 193,5  |
| 23      | Jacques Perreten     | Svizzera    | 61,0     | 99,0      | 59,0     | 94,0      | 193,0  |
| 24      | Antoni Wieczorek     | Polonia     | 60,5     | 96,5      | 60,5     | 94,5      | 191,0  |
| 25      | Jacques Charland     | Canada      | 62,5     | 95,5      | 61,0     | 94,5      | 190,0  |
| 26      | Fritz Schneider      | Svizzera    | 59,5     | 96,0      | 59,5     | 93,5      | 189,5  |
| 27      | Stanisław Marusarz   | Polonia     | 59,0     | 93,0      | 60,5     | 96,0      | 189,0  |
| 27      | Tatsuo Watanabe      | Giappone    | 59,0     | 95,0      | 59,0     | 94,0      | 189,0  |
| 29      | Hans Eder            | Austria     | 57,5     | 95,5      | 55,5     | 93,0      | 188,5  |
| 29      | Karel Klančnik       | Jugoslavia  | 60,0     | 96,5      | 56,5     | 92,0      | 188,5  |
| 31      | Franz Dengg          | Germania    | 60,0     | 96,5      | 56,5     | 91,0      | 187,5  |
| 32      | Bror Östman          | Svezia      | 66,5     | 110,0     | 65,0     | 77,0      | 187,0  |
| 33      | Jakub Węgrzynkiewicz | Polonia     | 60,5     | 94,0      | 58,5     | 91,0      | 185,0  |
| 34      | Ryoichi Fujisawa     | Giappone    | 57,5     | 93,5      | 55,5     | 90,0      | 183,5  |
| 35      | Ari Guðmundsson      | Islanda     | 60,0     | 89,0      | 59,0     | 94,0      | 183,0  |
| 36      | André Monnier        | Francia     | 56,0     | 90,0      | 56,0     | 92,5      | 182,5  |
| 36      | Hiroshi Yoshizawa    | Giappone    | 59,5     | 95,0      | 56,5     | 87,5      | 182,5  |
| 38      | Régis Rey            | Francia     | 56,5     | 90,5      | 57,5     | 91,0      | 181,5  |
| 39      | Leopold Tajner       | Polonia     | 57,0     | 88,0      | 56,5     | 90,0      | 178,0  |
| 40      | Thure Lindgren       | Svezia      | 63,0     | 72,0      | 62,5     | 103,5     | 175,5  |
| 41      | Lucien Laferté       | Canada      | 61,0     | 64,5      | 59,5     | 98,0      | 162,5  |
| 42      | Kozo Kawashima       | Giappone    | 59,5     | 59,0      | 56,0     | 89,0      | 148,0  |
| 43      | Henri Thiollière     | Francia     | 56,5     | 54,0      | 55,0     | 88,5      | 142,5  |
| -       | Sepp Bradl           | Austria     | 50,5     | 65,5      | dns      | dns       | dns    |

## Medagliere
| Pos.      | Paese    | Oro | Argento | Bronzo | Totale |
| Posizione | Nazione  | Oro | Argento | Bronzo | Totale |
| --------- | -------- | --- | ------- | ------ | ------ |
| 1         | Norvegia | 1   | 1       | 0      | 2      |
| 2         | Svezia   | 0   | 0       | 1      | 1      |
| Totale    | Totale   | 1   | 1       | 1      | 3      |